# Kostel Proměnění Páně (Sedlice)
Kostel Proměnění Páně je farní kostel ve farnosti v Sedlicích v okrese Prešov.

## Historie
Biskup Čech v roce 1826 navrhl aby v Sedlicích byl postaven nový kostel. Za tím účelem byla v Košickém biskupství vyhlášena sbírka. Celý proces kolem výstavby nového kostela byl velmi složitý a jednání o jeho výstavbě trvala až do roku 1854, kdy se 24. září na faře v Sedlicích setkala stanovená deputace, v níž byli zastoupeni římskokatoličtí i řeckokatoličtí věřící a ti se dohodli na konkrétním postupu při budování nového kostela. Z předložených návrhů na výstavbu kostela biskup Fábry 15. srpna 1858 schválil svým podpisem návrh stavitele Martina Rotha, jehož rozpočtové náklady byly nejnižší a tvořily v úhrnu 3 500 zlatých. Nový kostel se začal stavět na jaře roku 1858. V lednu 1859 už byl kostel po stavební stránce dokončen. Oltář a katedru postavil prešovský sochař Gustáv Zempliner. Obrazy v kostele, a to obraz Nejsvětější Trojice a obraz Proměnění Páně, namaloval malíř Jozef Gaľavský ze Solivar. 7. srpna 1859 byl kostel slavnostně benediktován.
Další nástěnné malby vytvořil v roce 1918 akademický malíř Jozef Hanula a přemalby v padesátých letech dvacátého století udělal prešovský malíř Mikuláš Jordán. Konsekrovaný byl kostel 10. února 2001. Konsekroval ho arcibiskup Mons. Alojz Tkáč. Od roku 1999 až do konsekrace prošel rozsáhlou rekonstrukcí. Celkové náklady činily téměř 1 800 000 Kč. Věřící farnosti v měsíčních sbírkách darovali více než 1 200 000 Kč. Zbytek peněz sesbírali věřící z Kanady, farnost Sarnia Ont.

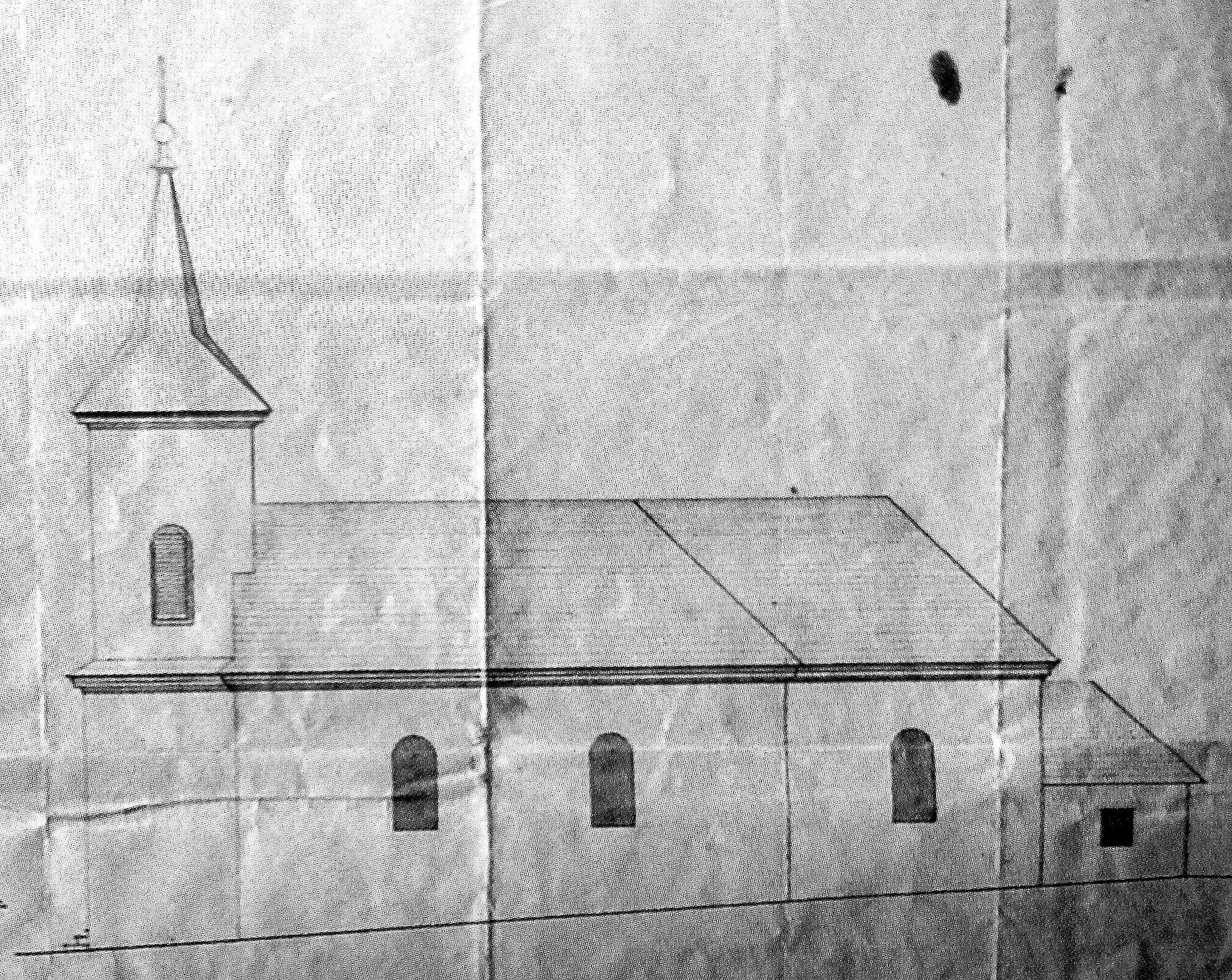
Původní plán kostela z roku 1858

## Faráři působící v kostele
Od roku 1918 působili v tomto kostele tito faráři:
- Mgr. Jozef Kandráč od 2009
- ThDr. Jozef Heske PhD. 2002–2009
- Mgr. Marek Hudačko 1997–2002
- Vendelín Korínek 1981–1996
- Jaroslav Naščák 1978–1981
- Anton Lesník 1977–1978
- Andrej Palša 1974–1977
- Ján Macko 1971–1973
- Anton Majcher 1964–1971
- Ján Kern 1952–1964
- Ján Kuča 1945–1952
- Ján Pál 1943–1945
- Ľudovít Ortuta 1942–1943 excurrendo více kněží
- Štefan Toth 1927–1935 excurrendo z Radačova
- Anton Dujsík 1916–1926, 1936–1942

## Zvony

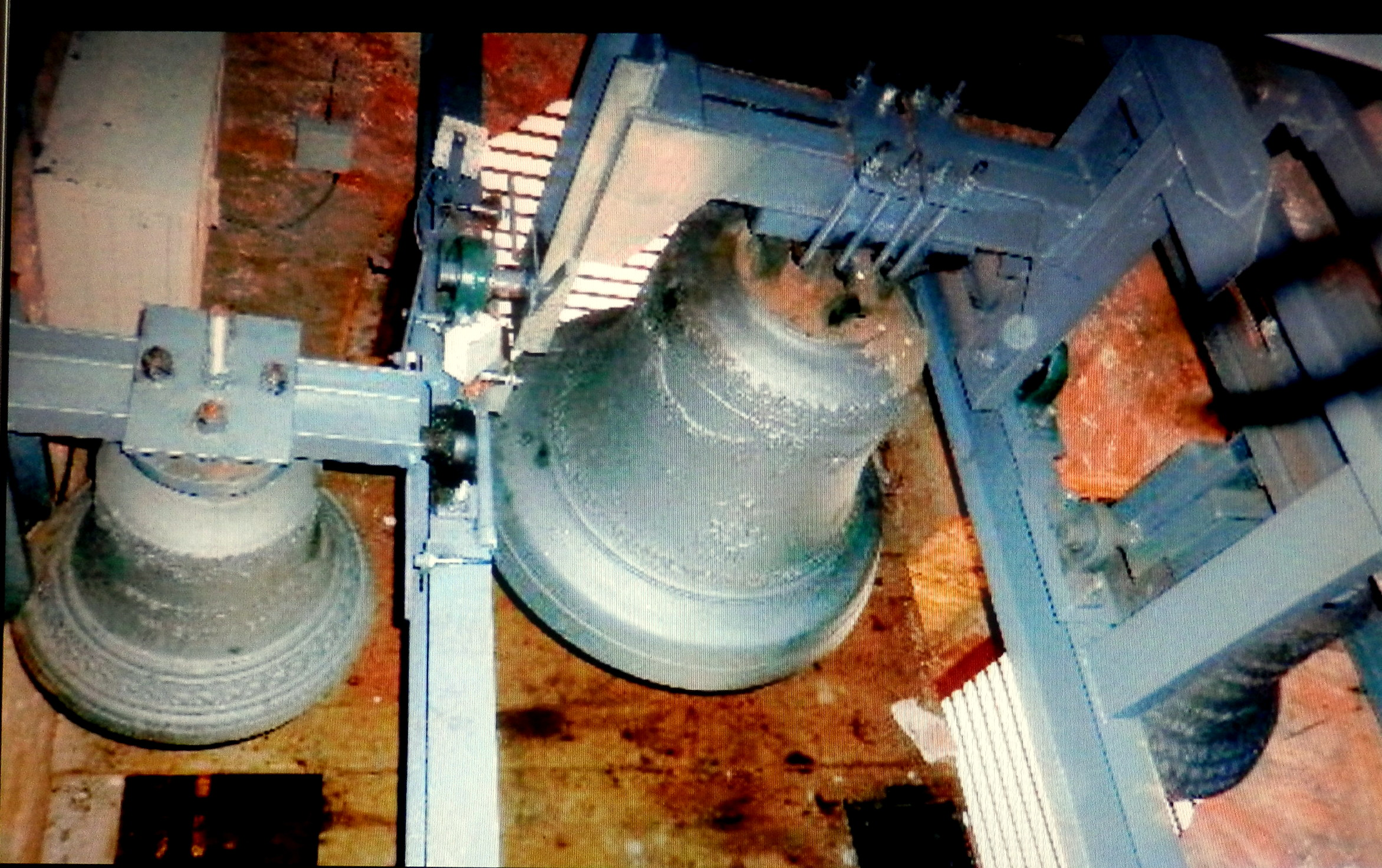
Kostelní zvony

Farní kostel Proměnění Páně v Sedlice má ve své věži 3 zvony. Velký zvon pochází z roku 1824 a je na něm reliéf svatého Michala Archanděla. Jeho hmotnost je asi 450 kg, odlit byl v prešovské dílně Františka Lecherera. Středně velký zvon byl odlit v roce 1924 a dominuje mu reliéf svatých Cyrila a Metoděje. Hmotnost zvonu je 200 kg. Byl odlit v dílně Aloise Kurbela v Trnavě. Nejmenší zvon nese symbol Růžencové Panny Marie a je z roku 1924. Jeho hmotnost je asi 70 kg. Odlit byl stejně jako prostřední zvon v dílně Aloise Kurbela v Trnavě.
Existuje indicie, že velký zvon svatého Michala Archanděla z roku 1824, byl odlit až po velkém požáru 6. srpna 1824, kdy shořela celá obec i s věží tehdejšího kostela, a přitom oheň kostelní zvon roztavil. Nový zvon z roku 1824 byl umístěn ještě do provizorní věže požárem poškozeného kostela. Teprve po rozebrání starého a dokončení nového kostela byl tento zvon v roce 1859 přemístěn do věže nového kostela. Ostatní dva zvony, odlité v roce 1924, přibyly ve věži kostela jako vzpomínka na uplynutí 100 let od zničujícího obecného požáru.